# Acmé
Acmé (del griego άκμή) en su origen significa ‘la punta, o el filo de un objeto’ y, en sentido figurado, el momento en que algo está en su máximo esplendor. Con ese sentido figurado se usa en medicina, filosofía, ontología y estética.
En medicina, corresponde al período de mayor intensidad de una enfermedad, en que los síntomas ofrecen su intensidad máxima; su crisis, o su estado crítico; también llamado clímax. En estados febriles, la cota máxima de temperatura alcanzada.
En gimnasia, se aplica al momento de máxima elongación o máximo esfuerzo de un ejercicio.
El acmé de una obra de arte es su más alto punto de existencia, la finalidad y el resultado de la anáfora. Durante el proceso de creación, el acmé es el momento en que el artista o escritor lleva a su obra a la máxima perfección que es capaz de darle; si continúa más allá, solo lograría sobrepasarse.
Floruit indica las fechas en que se supone que una persona floreció o tuvo su acmé. Muy usado en las investigaciones del mundo antiguo, y únicamente cuando se desconocen las fechas exactas de su nacimiento o muerte.

## Origen y uso del concepto
El clímax (en inglés climax, en francés acmé), en la narrativa, es el momento con más tensión de un cuento. Generalmente el clímax se encuentra en lo que se llama el desarrollo o nudo o parte central del cuento, y el desenlace corresponde al final o conclusión del mismo. En ese pasaje del cuento llamado clímax, el protagonista con el antagonista se interponen produciendo un «conflicto» entre sí que los separa, que los opone.
Obviamente este concepto no es exclusivamente aplicable a los cuentos, sino que puede extenderse a otro tipo de obras o de situaciones.
Términos sinónimos o relacionados con este concepto son: «acmé», «culmen», «apogeo», «auge», «cúspide», «esplendor».
El acmé (del griego antiguo ἀκμή, ‘apogeo’) designa el punto extremo o culminante de una tensión, de una situación, de un discurso. Aplicado a una civilización, el concepto evoca su apogeo, su cenit, su punto de mayor expansión, esplendor, y éxito.
Este concepto fue abundantemente utilizado por Diógenes Laercio, quien parece haberlo tomado de Apolodoro de Atenas. El término latín floruit a veces es también utilizado. Este concepto designa o señala el punto culminante de la vida de una persona, el que antiguamente se suponía que se alcanzaba alrededor de la cuarta década de vida. Este criterio general ha permitido a los eruditos de situar aproximadamente el período de más esplendor de los personajes importantes. Conviene sin embargo señalar que ello es un mero indicador, y no un criterio fiable y firmemente establecido, pues la doxografía ha tenido tendencia a «arreglar o manipular» los períodos del acmé para que allí se incluyan los acontecimientos más remarcables de la vida de una persona (eventos políticos destacables, muerte del maestro, encuentro con algún discípulo importante…).
En idioma francés, el término «acmé» surgió en 1751 en el área médica, para designar el grado más alto de intensidad o incidencia de una enfermedad (y ciertamente ello aún es usado en este sentido, así como en el dominio psicológico —véase el artículo sexualidad infantil, donde se expresa esta descripción evoca en todos los adultos el acmé placentero del coito genital—).

## Significaciones modernas
En la primera mitad del siglo XIX, este término adquirió un sentido amplio, señalando el «punto culminante» de un pensamiento o de una obra.
Sigue siendo muy usado para calificar la cumbre de un pensamiento filosófico (véase el artículo Aristóteles: la segunda estancia en Atenas marca el acmé de la filosofía aristotélica).
La palabra acmé se convierte entonces en sinónimo de «clímax» con su significado moderno (del inglés) de ‘pico’, ‘apogeo’.
En 1911, en Rusia se formó un movimiento literario denominado acmeísmo, cuyos máximos exponentes fueron los poetas Nikolái Gumiliov, Anna Ajmátova y Ósip Mandelshtam.

## Acmé teatral
El «acmé» forma parte del vocabulario técnico del teatro, término que proviene del griego antiguo ακμη y que esencialmente se aplica a las tragedias griegas y latinas (obras de Esquilo, de Eurípides, de Séneca…), así como a otras obras de inspiración greco-latina, tal como por ejemplo algunos casos de la literatura francesa del siglo XVII (especialmente obras de Jean Racine). La trama con frecuencia se corresponde con el paroxismo del mal que alcanza a uno de los personajes, y que con frecuencia acompaña a contextos patéticos (que evocan el dolor) o dramáticos.
Por ejemplo, en Fedra, de Racine, el acmé se presenta junto a los versos 303-304:

J’ai revu l’ennemi que j’avais éloigné

Ma blessure trop vive aussitôt a saigné.
Volví a ver al enemigo que ya había alejado

y mi herida rápidamente volvió a sangrar.

El encarnizamiento de la diosa Venus es fatal, y Fedra de ninguna manera puede escapar de su furor vengativo:

C’est Vénus tout entière à sa proie attachée.
Es Venus toda ella a su presa bien atada.

Justo en ese momento es cuando se da cuenta Fedra de que es imposible resistirse.
Igualmente podría decirse que Molière hábilmente ha sabido retardar el acmé de Tartufo, hasta la última escena de la pieza.